# JMC宇都宮送信所
JMC宇都宮送信所（ジェイエムシーうつのみやそうしんじょ）は、栃木県宇都宮市にあるジャパン・モバイルキャスティング（略称：JMC）の中継局。

## 概要
栃木県内における放送の親局は宇都宮駅西側の八幡山公園にある宇都宮タワーだが、収容余力の問題などもありJMCはここへの併設とはせず、宇都宮駅東側の平出工業団地にある関連事業者・NTTグループの施設鉄塔に中継局を設置した。但しどちらも宇都宮駅から極端に離れているわけではない（駅から3km圏内）。
JMCは基本的に全国一律放送で、少ない中継局でより広範囲をカバーするシステムのため、出力は県域民放とちぎテレビのアナログ放送時代よりも高く、県南部の広範囲と近隣の群馬・埼玉及び茨城各県の一部をカバーする。なお、県北部のカバー体制については、本局開局時点では未定。

## 周波数と出力
| 周波数        | 放送局名        | 空中線電力 | ERP    | 放送区域                                               | 放送区域内世帯数 |
| ------------- | --------------- | ---------- | ------ | ------------------------------------------------------ | ---------------- |
| 214.714286MHz | Jモバ 宇都宮MMH | 5kW        | 15.5kW | 栃木県南部の広範囲及び群馬県・埼玉県及び茨城県の各一部 | 64万6743世帯     |

## 沿革
- 2013年
  - 1月7日 - 総務省関東総合通信局から予備免許交付
  - 1月8日 - 試験放送開始
  - 2月25日 - 本免許交付
  - 2月26日 - 本放送開始
- 2016年6月30日 - 「NOTTV」のサービス終了により廃局[1] となった。